# Алекперов, Урхан Кязым оглы
Алекперов Урхан Кязым оглы (азерб. Urxan Kazım oğlu Ələkbərov; род. 28 апреля 1943, Баку) — советский и азербайджанский биолог, доктор биологических наук, профессор. Ректор Академии государственного управления при Президенте Республики Азербайджан, академик Национальной академии наук Азербайджана (НАНА), председатель Комитета по программе ЮНЕСКО «Человек и биосфера» Национальной комиссии Азербайджана.

## Биография
Урхан Кязым оглы Алекперов родился 28 апреля 1943 года в городе Баку. В 1965 году он закончил биологический факультет Азербайджанского государственного университета (ныне Бакинский государственный университет) и в том же году поступил в аспирантуру Института генетических ресурсов НАН Азербайджана.
Урхан Кязым оглы Алекперов получил степень кандидата наук в 1968 году, а степень доктора наук в 1978 году. В 1983 году он был избран членом-корреспондентом Национальной академии наук Азербайджана (НАНА), а в 1989 году — её действительным членом.
Он начал свою трудовую деятельность в Академии наук Азербайджанской ССР в 1965 году. С 1968 по 1978 год он занимал различные должности в Институте ботаники НАН Азербайджана, включая должность заместителя директора по научной работе, затем директора. В 1987—1996 годах он занимал должность вице-президента НАНА. В 1988—2002 годах он был директором Института генетики и селекции НАНА, а с 2011 года является консультантом НАНА.

## Научная деятельность
Академик Алекперов Урхан Кязым оглы — автор 320 научных работ, в том числе 34 книг и учебников. Специализируется на управлении и планировании развития науки и экосистемы. Является автором концепции экологической цивилизации, основанной на «зеленом» мышлении (демография и культура потребления), предложенной в 1998 году.
Под его руководством было подготовлено 22 доктора философии и доктора наук.

## Членство в организациях
Член президиума Азербайджанского научного фонда (с июля 2014 года), член Совета по управлению государственной службой при президенте Азербайджана (с февраля 2018 года).

## Награды и звания
- Орден «Честь» (27 апреля 2023 года) — за многолетнюю плодотворную деятельность в развитии науки и образования в Азербайджанской Республике[4][5]
- Орден «Слава» (25 апреля 2013 года) — за заслуги в развитии науки и образования в Азербайджанской Республике[6]
- Орден «Знак Почёта»
- Медаль «За трудовое отличие»
- Премия Ленинского комсомола Азербайджанской ССР

## Источник
- Əli Hüseynov, Məcnun Babayev. «Məşhur biologiya alimləri». — Bakı, «Maarif», 2002. səh.175